# Joseph Ernest Zivelli
Joseph Ernest Zivelli (* um 1895 in New York City, New York, Vereinigte Staaten; † 17. Dezember 1983 in Troy, Bradford County, Pennsylvania, Vereinigte Staaten) war ein US-amerikanischer Geiger, Komponist und Dirigent, der für seine Arbeit in den Theatern von New York City bekannt war.

## Leben
Geboren in New York City, entwickelte Joseph Ernest Zivelli eine bedeutende Karriere in der Musikszene der Stadt. Er war ein früher Pionier in der Entwicklung von Musikkurzpartituren für Stummfilme. Bereits 1909 begann er, Musik synchron zu Filmszenen zu erstellen, eine Technik, die ursprünglich von Edison Pictures eingeführt wurde. Zivelli war bekannt für seine thematischen Musikkurzpartituren, die sorgfältig abgestimmte Transkriptionen von Konzert- und Filmmusik enthielten, um die jeweilige Filmszene zu untermalen. Diese Arbeit trug wesentlich zur Entwicklung der Filmmusik bei und half, die emotionale Wirkung der Stummfilme zu verstärken. 1917 und 1918 hatte er Violinunterricht bei Alexander Bloch, einem Schüler Leopold Auers. Im August 1918 war er dafür verantwortlich für ein Theater in Staten Island Musiker einzustellen, für die er in The International Musician annoncierte. Er komponierte und dirigierte Musik für Bühnenaufführungen und war insbesondere für seine Filmmusiken zu Stummfilmen geschätzt. Er war Mitherausgeber des Metropolitan Field, einem quartalsweise erscheinenden Magazin der Metropolitan Life Insurance Company und Mitglied der American Federation of Musicians. Er starb im Alter von 88 Jahren in Troy, Bradford County, Pennsylvania.

## Werke (Auswahl)

### Filmmusiken
Joseph Ernest Zivelli schrieb und arrangierte Filmmusiken zu mehreren Stummfilmen.
- Bare Knees
- The Bells, 1926[7]
- Blue Blood
- Breezy Bill
- Bustin’ Thru
- Call of the desert
- Canyon of Missing Men
- Circumstancial [sic] Evidence
- Covered Wagon Trails
- For you my Boy, 1923[8][9]
- Free Lips
- Good Men and Bad, 1923
- Gypsy of the North
- The Head of the Family
- The Heart of Broadway
- The High Flyer
- His Last Bullet, 1928
- His Master’s voice, 1925
- The Law and the Man
- The Manhattan Cowboy
- The Million Dollar Mystery
- The Oklahoma Sheriff
- O’Malley rides alone, 1930 OCLC 1268119945
- Out with the Tide
- The Part-Time-Wife
- The Phantom of the Forest
- The Phantom of the Turf
- Queen of the Moulin Rouge, 1922
- The Rose of Kildare, 1927[10]
- Scented Floweret
- The Shadow on the Wall
- Some Pun’kins
- Stick to your Story
- Texas Tommy
- Two Sisters
- Er schrieb die Musik zu vielen Komödien von Mack Sennett

### Weitere Kompositionen
- My love for you, Melody, 1923[11]
- Taya, Waltz, 1928

### Regie
Bei dem Western A Wanderer of the West führte er gemeinsam 1927 mit Robin Williamson Regie.